# Witman fiúk
Witman fiúk é um filme de drama húngaro de 1997 dirigido e escrito por János Szász, Géza Csáth e András Szeredás. Foi selecionado como representante da Hungria à edição do Oscar 1998, organizada pela Academia de Artes e Ciências Cinematográficas.

## Elenco
- Maia Morgenstern - Mrs. Witman
- Alpár Fogarasi - János Witman
- Szabolcs Gergely - Ernö Witman
- Lajos Kovács - Dénes Witman
- Dominika Ostalowska - Irén
- Péter Andorai - Endre Tálay
- István Holl - Mihály Szladek
- Juli Sándor - Eszti
- Péter Blaskó
- György Barkó
- Tamás Kalmár
- Zsolt Porcza - Zöldi
- Ákos Horváth
- Lajos Szücs
- Sándor Kassay
- Arnold Kilin - Twin